# Klintehamn–Roma Järnväg

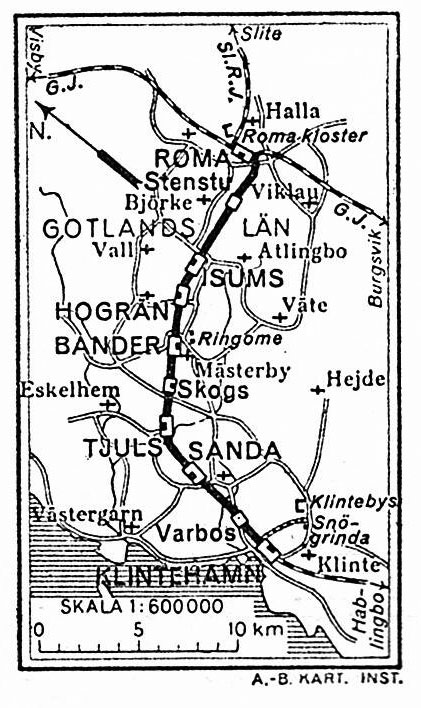
KlRJ. Karta 1926.

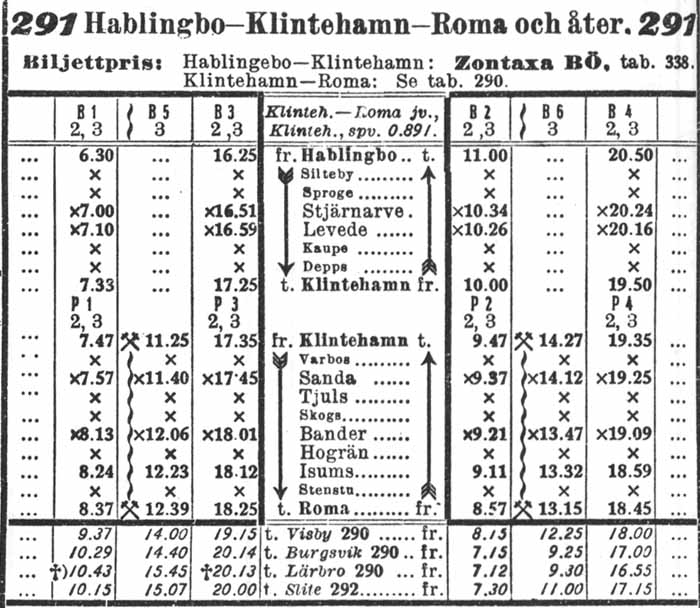
Tidtabell från 1930.

Klintehamn-Roma Järnväg (KlRJ) var en smalspårig järnväg på Gotland med spårvidden 891 mm omfattande en 23 kilometer lång sträckning från Klintehamn till Roma vid Gotlands Järnväg. Huvudsyftet med banan var att underlätta transporten av sockerbetor till sockerbruket i Roma, och av socker och andra produkter från sockerbruket till hamnen i Klintehamn, men banan fyllde även en väsentlig funktion för persontrafiken.

## Historia
Gotlands Järnväg beviljades 1876 koncession på en järnväg mellan Visby och Hemse med bibanor till Klintehamn och Ronehamn men beslutade att inte bygga bibanorna. Det dröjde till mitten på 1890-talet innan planerna på en järnväg till Klintehamn återuppstod när Roma sockerbruk öppnades 1894. Banan projekterades och kostnadsberäknades till 430 000 kronor. Klintehamn-Roma Järnvägsaktiebolag med ett aktiekapital av 216 000 kronor erhöll koncession den 31 december 1897 och samtidigt ett statslån på 214 000 kronor. Banan öppnades för allmän trafik den 21 september 1898 men provisorisk godstrafik hade börjat 1897. Kostnaden för banan, lok och vagnar var 330 000 kronor.
Kajen vid Klintehamn anslöts till Klintehamn station i början på 1900-talet i samband med att hamnen muddrades.
För trafiken anskaffades två tanklok från Karlstads Mekaniska Werkstad, två personvagnar, en postvagn och 36 godsvagnar. Ett ånglok köptes 1936 från Motala Verkstad. För att minska kostnaderna för persontrafiken köptes 1945 två motorvagnar med släp från Hilding Carlssons Mekaniska Verkstad. När bolaget köptes av Svenska staten 1947 bestod fordonsflottan av fem ånglok, två rälsbussmotorvagnar med släp, fyra personvagnar, fyra postvagnar, 75 godsvagnar.
KlRJ trafikerade den korta Klinte Järnväg som utgick ifrån Klintehamn mot Klinteby mellan 1910 och 1916.
När Sydvästra Gotlands Järnväg (SGJ) från Klintehamn till Hablingbo öppnades 1924 ingicks ett avtal med KlRJ om trafikering och underhåll. SGJ fick ekonomiska problem och riksgäldskontoret förordade en fusion med KlRJ som skedde den 1 januari 1927. Samtidigt ingicks en överenskommelse om gemensam trafikförvaltning, Trafikförvaltningen Slite-Klintehamn, med Slite-Roma Järnväg (SlRJ) som varade till 1940.
Svenska staten köpte KlRJ den 1 juli 1947 och bolaget gick in i det statligt ägda bolaget Gotlands Järnvägar. Den 1 juli 1948 införlivades KlRJ i Statens Järnvägar. Eftersom linjen gick med förlust lades den ner den 10 juni 1953. Undantaget var sockerbetestransporterna som fortsatte till hösten 1955. Järnvägen revs mellan 1957 och 1959.